# Hemitaurichthys polylepis
Hemitaurichthys polylepis, conosciuto comunemente come pesce farfalla piramide, è una specie appartenente alla famiglia dei Chaetodontidae, originaria della fascia centrale dell'Indo-Pacifico.

## Descrizione
Il pesce farfalla piramide è di piccole dimensioni che può arrivare ai 18 cm di lunghezza.
Il corpo è compresso lateralmente con un profilo tondeggiante, il muso è leggermente allungato e termina con una piccola bocca protrattile (può essere estesa).
Un'area scura di colore marrone-giallo, la cui intensità può variare, ricopre completamente la testa e si estende con una linea dai primi raggi della pinna dorsale all'inizio delle pinne pelviche.
Il resto del corpo è bianco, peduncolo e pinna caudale inclusi. Aree giallo-arancioni nella zona superiore del fianco formano un motivo piramidale caratteristico. Anche la pinna anale è di colore giallo-arancio.

## Distribuzione e habitat
Il pesce farfalla piramide è diffuso nelle acque tropicali e subtropicali della fascia centrale dell'Indo-Pacifico, dalle Isole Cocos e dall'Isola di Natale alla Polinesia e dal Giappone settentrionale alla Nuova Caledonia. Il Pesce farfalla piramide apprezza i versanti esterni delle barriere coralline, dai quali può nuotare in mare aperto per reperire il cibo; si trova dai 3 ai 60 metri di profondità.

## Biologia
Il pesce farfalla piramide vive in banchi numerosi e si nutre di plancton in mare aperto, fuori dal suo rifugio corallino.